# Broken Boy Soldiers
Broken Boy Soldiers is het debuutalbum van de band The Raconteurs dat uitkwam op 15 mei 2006. Van dit album komt de top-10 hit Steady, As She Goes.
Broken Boy Soldiers kwam binnen in de Britse hitlijsten op #2 en kwam in de Amerikaanse hitlijsten tot en met #7.

## Nummers
1. "Steady, As She Goes" - 3:35
2. "Hands" - 4:01
3. "Broken Boy Soldier" - 3:02
4. "Intimate Secretary" - 3:30
5. "Together" - 3:58
6. "Level" - 2:21
7. "Store Bought Bones" - 2:25
8. "Yellow Sun" - 3:20
9. "Call It a Day" - 3:36
10. "Blue Veins" - 3:53